# Nebulosa Uovo
La Nebulosa Uovo è una nebulosa protoplanetaria bipolare nella costellazione del Cigno.
Fu individuata come controparte infrarossa nel 1975 ad opera di un gruppo di ricerca, studiando le tavole del Palomar Observatory Sky Survey; la nebulosità a riflessione simmetrica e altamente polarizzata associata alla sorgente venne identificata come una possibile nebulosa planetaria estremamente giovane.
Appare formata da una serie di cerchi luminosi concentrici attorno alla stella centrale; un denso strato di gas e polveri si estende attorno alla stella, bloccando i suoi raggi nella nostra direzione. Tuttavia, la luce ci arriva in modo indiretto grazie al riflesso del gas della nube. Le polveri oscure interne hanno un aspetto simile ad un disco; i getti bipolari esterni alla nube indicano che il sistema ha un momento angolare, probabilmente generato da un disco di accrescimento.

## Caratteristiche
La caratteristica fondamentale della Nebulosa Uovo è la serie di brillanti archi che circondano la stella centrale. Un denso strato di gas e polveri avvolge la stella centrale, bloccando l'emissione diretta della luce nella nostra direzione di vista. La luce proveniente dalla stella centrale riesce tuttavia a penetrare le regioni meno dense dell'involucro di polveri andando a illuminare gli strati esterni del gas creando i luminoso archi visibili nelle immagini riprese dalla Wide Field and Planetary Camera 2 del telescopio spaziale Hubble.
Gli spettri della luce diffusa dalle polveri rivela che la stella centrale ha una classificazione stellare F5. La fotosfera di una stella F5 ha una temperatura di circa 900 K più alta rispetto al Sole, ma tuttavia non è sufficiente a innescare la ionizzazione della nebulosa. Per questo la Nebulosa Uovo si trova a uno stadio evolutivo più giovane della Nebulosa di Westbrook la cui stella centrale di tipo B0 solo da poco ha iniziato a ionizzare la nebulosa.
L'inviluppo di polveri attorno alla stella centrale è probabilmente un disco di accrescimento. I flussi bipolari presenti nell'immagine indicano che il sistema possiede un momento angolare generato dal disco. Una geometria a disco permette anche di spiegare le variazioni di spessore dell'inviluppo, che permettono alla luce di sfuggire lungo l'asse del disco e illuminare gli strati esterni del gas, pur bloccandone il percorso diretto nella nostra direzione lungo il margine del disco. Anche se la presenza di dischi di polvere attorno a stelle post-AGB è già nota, l'esistenza di un disco attorno alla Nebulosa Uovo deve ancora essere confermato.
La Nebulosa Uovo mostra forti emissioni nelle microonde derivanti da transizioni rotazionali di monossido di carbonio (CO) e acido cianidrico (HCN). La presenza di forti emissioni di HCN indica che la progenitrice della stella AGB era una stella al carbonio. Nel flusso bipolare sono state individuate linee spettrali di onde millimetriche di 38 specie molecolari.
Gli spettri di CO e HCN mostrano un forte spostamento verso il blu del tipo P Cygni e mostrano la presenza di forti venti a ~100 km/sec all'interno del resto della AGB, che si sta espandendo alla veloctà di 18 km/sec.
La Nebulosa Uovo emette luce polarizzata che può essere rilevata visualmente anche con un telescopio di media dimensione.